# Robert Huff
Robert "Rob" Huff, född 25 december 1979 i Cambridge, är en brittisk racerförare.

## Racingkarriär
Huff började med att tävla i Formula Vauxhall 2000. Han vann mästerskapet och flyttade upp till Formula Renault 2.0 UK 2001. Huff slutade som 27:a i mästerskapet och vann även klass B i Ethyl MG Championship och det blev slutet på hans formelbilskarriär.
År 2002 började Huff istället med standardvagnsracing. Det första året tävlade han i Renault Clio Cup Great Britain, där han slutade på tredjeplats. Säsongen 2003 vann han det nystartade SEAT Cupra Championship, med tre segrar under säsongen, före Gordon Shedden.
Till 2004 tog han sig till det största standardvagnsmästerskapet i Storbritannien, nämligen British Touring Car Championship. Under säsongen vann han två av 29 deltävlingar och slutade totalt på sjundeplats.

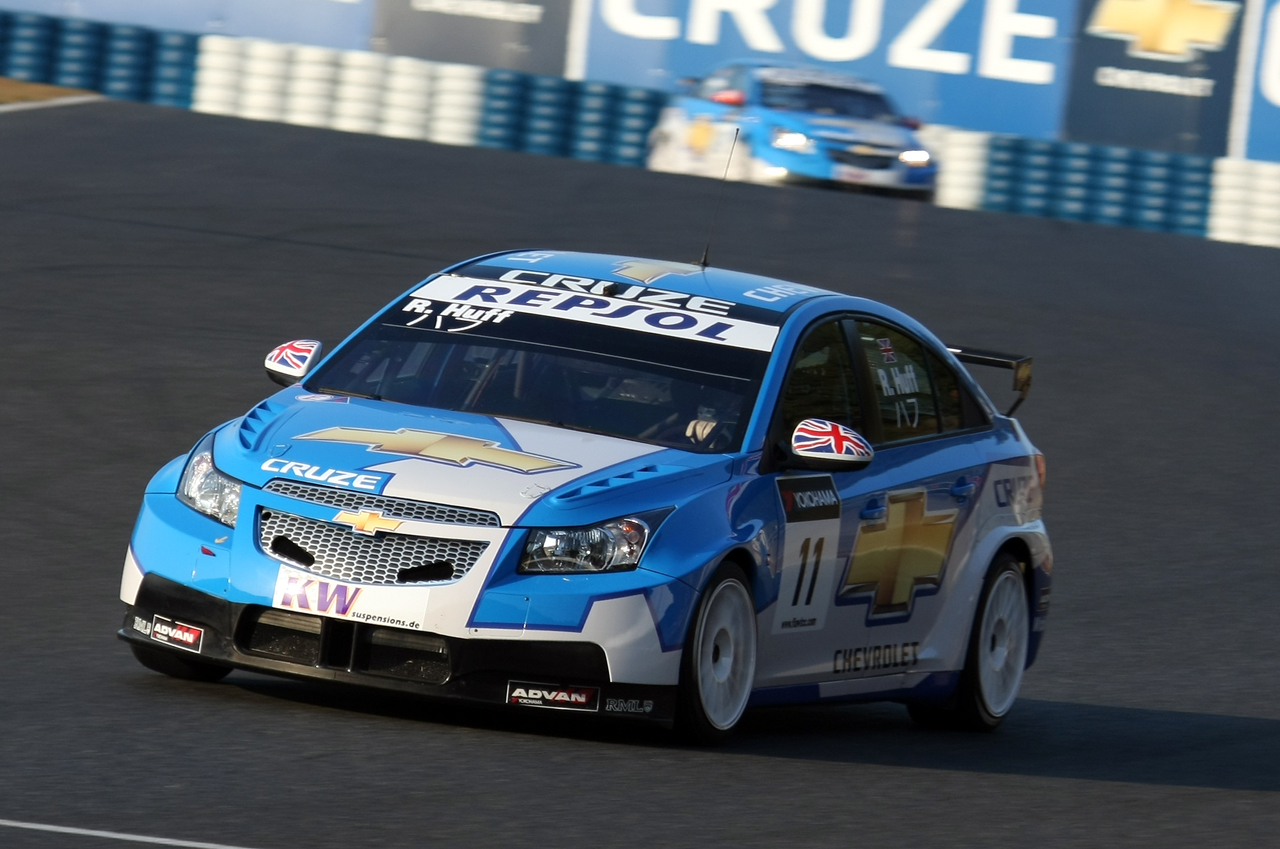
Robert Huff i FIA WTCC Race of Japan 2009.

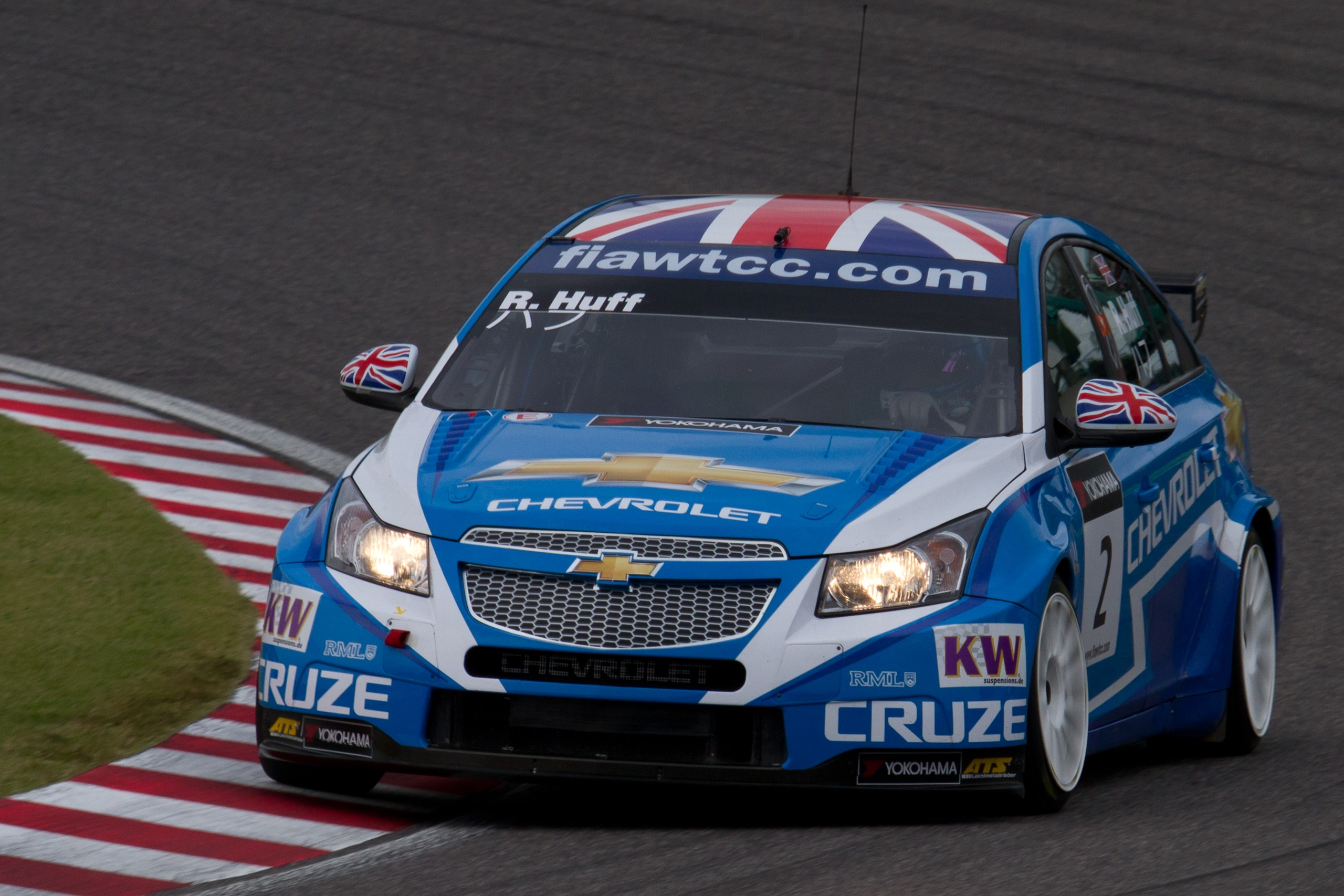
Robert Huff i FIA WTCC Race of Japan 2011.

År 2005 startades ett världsmästerskap för standardvagnar, World Touring Car Championship. Huff började redan den första säsongen att tävla där i en Chevrolet Lacetti för RML Group. Detta år var bilen inte tillräckligt konkurrenskraftig för att vara med och slåss om de främre positionerna och Huff slutade 21:a i förarmästerskapet.
Han fortsatte 2006 i samma team och bil, och denna säsongen tog han en seger, men dock inte så mycket mer, och slutade totalt som sextonde. Därefter började det i alla fall gå lite mer år rätt håll för Huff. Efter fyra pallplaceringar, varav en seger, låg han på nionde plats när säsongen 2007 var slut.
Till 2008 bytte Chevrolet WTCC ut Lacetti till den nyare modellen Cruze. Med denna bil kunde Huff vara med och utmana i den absoluta toppen. Den första säsongen med den nya bilen slutade han på tredjeplats, med två segrar. Andra säsongen tog han visserligen tre segrar, men slutplaceringen blev femma.
Säsongen 2010 fortsatte Huff tävla i samma bil och team, och lyckades ta tre segrar. Han gjorde en oerhört jämn säsong, med totalt tolv pallplatser, och slutade på samma poäng som Gabriele Tarquini. Tarquini hade dock två segrar mer och tog andraplatsen totalt, före Huff. Huff gjorde även ett inhopp i Ginetta G50 Cup Great Britain, där han vann samtliga tre tävlingar som han körde. Han körde även Spa-Francorchamps 12-timmars i Belgian Touring Car Series och slutade tvåa i en Volvo S60 i S1-klassen, tillsammans med Vincent Radermecker och Eric van de Poele.
Huff körde sin sjunde säsong för teamet i WTCC 2011, då de bytt till 1,6-liters turbomotorer. Chevroleterna var överlägsna de andra bilmärkena och Huff slogs om förartiteln med sin teamkamrat Yvan Muller. Han var den starkare av de två under den första halvan av säsongen och ledde länge mästerskapet, men tappade sedan mycket till Muller i slutändan. Inför den sista tävlingshelgen hade Huff små chanser att ta titeln, men i kraft av två segrar blev han till slut bara slagen med tre poäng av Muller. Huff har kontrakt med teamet även för säsongen 2012.
| År                                               | Klass/Mästerskap                         | Team                        | Bil                  | Totalt/poäng   | Bästa placering             |
| ------------------------------------------------ | ---------------------------------------- | --------------------------- | -------------------- | -------------- | --------------------------- |
| 2000                                             | Formula Vauxhall                         | ?                           | ?                    | 1:a/?p         | ?                           |
| 2000                                             | Ethyl MG Championship - Class B          | ?                           | ?                    | 2:a/?p         | ?                           |
| 2000                                             | Formula Palmer Audi Winter Series        | ?                           | ?                    | 2:a/71p        | ?                           |
| 2001                                             | Ethyl MG Championship - Class B          | ?                           | ?                    | 1:a/?p         | ?                           |
| 2001                                             | Formula Renault 2.0 UK                   | Scorpio Motorsport          | ?                    | 27:a/30p       | ?                           |
| 2002                                             | Renault Clio Cup Great Britain           | Tim Sugden Motorsport       | Renault Clio         | 3:a/282p       | ?                           |
| 2003                                             | SEAT Cupra Championship                  | ?                           | SEAT Cupra           | 1:a/122p       | Tre segrar                  |
| 2004                                             | Green Flag MSA BTCC Touring Championship | SEAT Sport UK               | SEAT Toledo Cupra    | 7:a/148p       | Två segrar                  |
| 2005                                             | World Touring Car Championship           | Chevrolet                   | Chevrolet Lacetti    | 21:a/3p        | 6:a på Puebla (Race 1)      |
| 2006                                             | World Touring Car Championship           | Chevrolet                   | Chevrolet Lacetti    | 16:e/20p       | 1:a på Brno (Race 1)        |
| 2006                                             | Porsche Carrera Cup Great Britain        | Porsche Motorsport          | Porsche 911 GT3      | -/0p           | ?                           |
| 2006                                             | TC 2000                                  | Chevrolet Elaion-Pro Racing | Chevrolet Astra      | -/0p           | ?                           |
| 2007                                             | World Touring Car Championship           | Chevrolet                   | Chevrolet Lacetti    | 9:a/57p        | 1:a på Anderstorp (Race 1)* |
| 2008                                             | World Touring Car Championship           | Chevrolet                   | Chevrolet Cruze      | 3:a/87p        | Två segrar                  |
| 2008                                             | TC 2000                                  | Chevrolet Elaion            | Chevrolet Astra      | -/0p           | ?                           |
| 2009                                             | World Touring Car Championship           | Chevrolet                   | Chevrolet Cruze LT   | 5:a/80p        | Tre segrar                  |
| 2010                                             | World Touring Car Championship           | Chevrolet                   | Chevrolet Cruze LT   | 3:a/276p       | Tre segrar                  |
| 2010                                             | Ginetta G50 Cup Great Britain            | Dynojet                     | Ginetta G50          | -/0p           | Tre segrar                  |
| 2010                                             | Belgian Touring Car Series - S1          | Volvo S60 Racing Team       | Volvo S60            | 16:e/35p       | 2:a på Spa                  |
| 2011                                             | World Touring Car Championship           | Chevrolet                   | Chevrolet Cruze 1.6T | 2:a/430p       | Åtta segrar                 |
| 2011                                             | TC 2000                                  | Equipo Oficial Chevrolet    | Chevrolet Cruze      | -/0p           | ?                           |
| 2012                                             | World Touring Car Championship           | Chevrolet                   | Chevrolet Cruze 1.6T | säsongen pågår | säsongen pågår              |
| Senast uppdaterad: 2012-04-06 (4731 dagar sedan) |                                          |                             |                      |                |                             |